# Вајхерхамер
Вајхерхамер (њем. Weiherhammer) општина је у њемачкој савезној држави Баварска. Једно је од 38 општинских средишта округа Нојштат ан дер Валднаб. Према процјени из 2010. у општини је живјело 3.889 становника. Посједује регионалну шифру (AGS) 9374166.

## Географски и демографски подаци
Вајхерхамер се налази у савезној држави Баварска у округу Нојштат ан дер Валднаб. Општина се налази на надморској висини од 394 метра. Површина општине износи 39,9 km². У самом мјесту је, према процјени из 2010. године, живјело 3.889 становника. Просјечна густина становништва износи 97 становника/km².